# Culicoides wokei
Culicoides wokei är en tvåvingeart som beskrevs av Fox 1947. Culicoides wokei ingår i släktet Culicoides och familjen svidknott.
Artens utbredningsområde är Panama. Inga underarter finns listade i Catalogue of Life.